# Station Laon
Station Laon is een spoorwegstation in de Franse gemeente Laon op 84m hoogte.
Het is een knooppunt op de lijnen:
- La Plaine - Hirson en Anor (grensstation), km 140.
- Reims - Laon, km 51.9622
- Amiens - Laon, km 107.0933
- de gedeeltelijk opgeheven lijn Laon - Liart
- de opgeheven lijn Laon - Le Cateau

Het station wordt bediend door de treinen van de TER Picardie.
Het is eveneens terminus van de Poma 2000, die het station verbindt met de bovenstad.

## Treindienst
| Serie | Treinsoort | Route                                          | Bijzonderheden |
| ----- | ---------- | ---------------------------------------------- | -------------- |
| C 76  | TER (SNCF) | Laon – Guignicourt – Reims                     |                |
| K 15  | TER (SNCF) | Paris-Nord – Crépy-en-Valois – Soissons – Laon |                |
| P 15  | TER (SNCF) | Crépy-en-Valois – Soissons – Laon              |                |
| P 20  | TER (SNCF) | Amiens – Chaulnes – Tergnier – Laon            |                |
| P 64  | TER (SNCF) | Aulnoye-Aymeries – Hirson – Laon               |                |